# Euphorbia zhongiana
Euphorbia zhongiana — вид квіткових рослин родини молочайні (Euphorbiaceae) з провінції Чжецзян, східний Китай. Він морфологічно подібний до E. fauriei, однак відрізняється своїм зимовим зеленим габітусом, вся рослина гола; ціатофілів 2, широкояйцеподібні, жовто-зеленуваті; обгортка 2,5–3,0 × 2,5–3,0 мм; поверхня зав'язі зазвичай гладка, рідше малобугорчата; коробочки гладкі без горбкуватої або конічної бородавки, рідко розріджені та непомітно складчасті; насіннєва оболонка з сітчастою зморшкуватістю.